# Samotni bor
Samotni bor je hrib nad Mariborom, katerega nadmorska višina je 426 m.
Samotni bor se nahaja nekoliko severneje od ostalih bolj znanih mariborskih primestnih hribov Piramide, Klavarije in Mestnega vrha in je najvišji izmed njih. Jugovzhodno od vrha je Ribniško selo, severno Vinarje in zahodno Raški dol. Vrh je poraščen z gozdom, z vzhodne in južne strani dokaj visoko poseljen, medtem ko se na zahodnem delu nahaja nekaj vinogradov. Vrh je neoznačen, zaradi poraščenosti pa razgledov ne omogoča. 
Najbolj tradicionalen dostop je iz smeri Ribniškega sela, katerega hiše segajo visoko proti vrhu. Nekaj deset metrov pod vrhom se nahaja Rozalijina kapela,  postavljena leta 1679. V neposredni bližini vrha se nahaja tudi telekomunikacijski stolp.